# Validação
Validação de processo (sistema da qualidade) é o mecanismo ou a atividade usada pela organização para assegurar que um processo cuja saída não é totalmente verificável seja capaz de fornecer de forma constante produtos que atendam às especificações.
A Validação de Processo faz parte do Plano Mestre de Validação (PMV), destacando-se a performance do processo de fabricação, ou seja, a confiabilidade, rastreabilidade e qualidade das informações definidas durante os testes.
Para cada produto será realizada a Validação de Processo, gerando um protocolo com os critérios de aceitação e o relatório final para aprovação do processo.
A Validação de Processo pode ser concorrente ou prospectiva, conforme a freqüência de fabricação do produto. Costuma-se avaliar no mínimo três lotes do produto ou processo em condições idênticas, por meio de ferramentas estatísticas para comprovação da capabilidade e robustez no processo, pontos críticos do processos devem ser avaliados, e a determinação dos pontos críticos é executada por meio da ferramenta de análise de riscos HACCP, FMEA, GAMP5, etc. Todas as ferramentas e equipamentos ou instrumentos para a difusão de informações do processo devem estar qualificados. A validação de processos viabiliza a redução de custo.
Validação (Basileia II) - Vide Artigo 18 Edital de Audiência Pública número 31 - Banco Central do Brasil. 